# 대한성공회의 성인 달력
이 문서는 대한성공회의 성인(聖人) 축일을 표시한 달력이다. 다만 종교 개혁 이후의 인물은 성인으로서가 아니라 기독교 신앙의 모본이 되는 인물로 기념한다.

## 1월
- 1월 2일: 성 바실리오. 379년.
- 1월 2일: 나지안스의 성 그레고리오. 389년.
- 1월 6일: 공현절.
- 1월 12일: 헥스햄의 아엘레드. 1167년.
- 1월 12일: 베네딕트 비스코프. 689년.
- 1월 13일: 푸아티에의 힐러리. 367년.
- 1월 13일: 섬브리아의 켄티게른. 603년.
- 1월 13일: 조지 폭스. 1691년.
- 1월 17일: 이집트의 안토니오. 356년.
- 1월 19일: 우스터의 울프스탠. 1095년.
- 1월 20일: 리처드 롤. 1349년.
- 1월 21일: 성 아그네스. 304년.
- 1월 22일: 사라고사의 빈첸시오. 304년.
- 1월 24일: 프랑수아 드 살레. 1622년.
- 1월 26일: 성 디모테오. 1세기.
- 1월 26일: 성 디도. 1세기.
- 1월 28일: 토마스 아퀴나스. 1274년.

## 2월
- 2월 1일: 킬데이어의 브리지드. 525년.
- 2월 3일: 스칸디나비아의 사도 안스가리오. 865년.
- 2월 4일: 셈프링햄의 길버트. 1189년.
- 2월 6일: 나가사키의 순교자. 1597년.
- 2월 10일: 플롬바리올라의 스콜라스티카. 543년.
- 2월 14일: 슬라브의 사도 시릴로. 869년.
- 2월 14일: 슬라브의 사도 메토디오. 885년.
- 2월 14일: 성 발렌티노. 269년.
- 2월 15일: 스웨덴의 시그프리드. 1045년.
- 2월 15일: 토머스 브레이. 1730년.
- 2월 23일: 성 폴리카르포. 155년.
- 2월 27일: 조지 허버트. 1633년.

## 3월
- 3월 1일: 메네비아의 데이비드. 601년.
- 3월 2일: 리치필드의 차드. 672년.
- 3월 7일: 성 키프리안, 카르타고의 순교자. 203년.
- 3월 8일: 이스트앵글리아의 펠릭스. 647년.
- 3월 17일: 아리마태아 요셉. 1세기.
- 3월 17일: 아일랜드의 사도 패트릭. 460년.
- 3월 18일: 예루살렘의 시릴로. 386년.
- 3월 19일: 마리아의 남편 요셉. 1세기.
- 3월 20일: 린디스판의 커스버트. 687년
- 3월 21일: 캔터베리 대주교 토머스 크랜머. 1556년.
- 3월 24일: 월터 힐튼. 1396년.
- 3월 25일: 마리아 수태 고지.
- 3월 31일: 존 돈. 1631년.

## 4월
- 4월 10일: 윌리엄 로. 1761년.
- 4월 10일: 오크햄의 윌리엄. 1347년.
- 4월 19일: 캔터베리 대주교 알페지. 1012년.
- 4월 21일: 캔터베리 대주교 안셀모. 1109년.
- 4월 23일: 성 게오르기오. 304년.
- 4월 24일: 런던의 멜리터스. 624년.
- 4월 25일: 성 마르코.
- 4월 29일: 시에나의 카타리나. 1380년.

## 5월
- 5월 1일: 알패오의 아들 야고보. 62년.
- 5월 1일: 성 필립보. 1세기.
- 5월 2일: 성 아타나시오. 373년.
- 5월 8일: 노르위치의 줄리안. 1417년.
- 5월 14일: 성 마티아. 1세기.
- 5월 19일: 캔터베리 대주교 던스탄. 988년.
- 5월 20일: 요크의 알퀸. 804년.
- 5월 21일: 콘스탄티누스 1세 황제의 어머니 성녀 헬레나. 330년.
- 5월 24일: 존 웨슬리. 1791년.
- 5월 24일: 찰스 웨슬리. 1788년.
- 5월 25일: 재로우의 베드. 735년.
- 5월 25일: 셔번의 알드헬름. 709년.
- 5월 26일: 초대 캔터베리 대주교 아우구스티노. 605년.
- 5월 26일: 장 칼뱅. 1564년.
- 5월 26일: 필립 네리. 1595년.
- 5월 28일: 캔터베리 대주교 란프랑. 1089년.
- 5월 30일: 잔 다르크. 1431년.
- 5월 31일: 마리아의 엘리사벳 방문.

## 6월
- 6월 1일: 성 유스티노. 165년.
- 6월 4일: 패드스토의 페트록. 6세기.
- 6월 5일: 독일의 사도 보니파시오. 754년.
- 6월 8일: 토머스 켄. 1711년.
- 6월 9일: 이오나의 콜룸바. 597년.
- 6월 9일: 시리아의 에프렘. 373년.
- 6월 11일: 성 바르나바.
- 6월 14일: 리처드 백스터. 1691년.
- 6월 16일: 치체스터의 리처드. 1253년.
- 6월 16일: 조셉 버틀러. 1752년.
- 6월 22일: 순교자 올번. 250년.
- 6월 23일: 엘리의 에셀드레다. 678년.
- 6월 24일: 성 세례자 요한. 29년.
- 6월 27일: 알렉산드리아의 시릴로. 444년.
- 6월 28일: 성 이레네오. 200년.
- 6월 29일: 사도 성 베드로. 64년.
- 6월 29일: 사도 성 바울로(성인전에는 바우로로 표기). 67년.

## 7월
- 7월 1일: 헨리 벤. 1797년.
- 7월 1일: 존 벤. 1813년.
- 7월 3일: 성 토마스. 1세기.
- 7월 6일: 토머스 모어. 1535년.
- 7월 6일: 존 피셔. 1535년.
- 7월 11일: 성 베네딕토. 547년.
- 7월 15일: 윈체스터의 스위순. 862년.
- 7월 15일: 성 보나벤투라. 1274년.
- 7월 16일: 샐리스버리의 오스먼드. 1099년.
- 7월 19일: 니사의 성 그레고리오. 394년.
- 7월 19일: 성 마크리나. 379년.
- 7월 20일: 안티오크의 성 마르가레타. 4세기.
- 7월 20일: 바르톨로뮤 데 라스 카사스. 1566년.
- 7월 22일: 마리아 막달레나.
- 7월 23일: 스웨덴의 비르기타. 1373년.
- 7월 25일: 제베대오의 아들 야고보. 44년.
- 7월 26일: 마리아의 부모 요아킴과 안나.
- 7월 28일: 요한 제바스티안 바흐
- 7월 29일: 성 마리아(베타니아의 마르타와 자매관계인 마리아를 의미한다).
- 7월 29일: 성 베타니아의 마르타.
- 7월 29일: 성 라자로.
- 7월 30일: 윌리엄 윌버포스. 1833년.
- 7월 31일: 로욜라의 이냐시오. 1556년.

## 8월
- 8월 5일: 노섬브리아의 오스월드. 642년.
- 8월 6일: 주의 변모주일(그리스도의 변모)
- 8월 8일: 성 도미니코. 1221년.
- 8월 10일: 성 라우렌티오. 258년.
- 8월 11일: 아시시의 클라라. 1253년.
- 8월 13일: 제레미 테일러. 1667년.
- 8월 13일: 플로렌스 나이팅게일.
- 8월 15일: 성모 마리아. 1세기.
- 8월 20일: 클레르보의 베르나르. 1153년.
- 8월 20일: 윌리엄 부스.
- 8월 20일: 캐서린 부스.
- 8월 24일: 성 바르톨로메오. 1세기.
- 8월 27일: 히포의 모니카. 387년.
- 8월 28일: 히포의 아우구스티노. 430년.
- 8월 29일: 세례자 요한 순교.
- 8월 30일: 존 번연. 1688년.
- 8월 31일: 린디스판의 아드리아노. 651년.

## 9월
- 9월 1일: 프로방스의 길레. 710년.
- 9월 3일: 그레고리오 1세. 604년.
- 9월 4일: 도체스터의 비리너스. 650년.
- 9월 8일: 성모 마리아 탄생.
- 9월 13일: 요한 크리소스토모. 407년.
- 9월 14일: 거룩한 십자가.
- 9월 15일: 카르타고의 성 치프리아노. 258년.
- 9월 16일: 갤로웨이의 니니안. 432년.
- 9월 17일: 빙겐의 힐데가르드. 1179년.
- 9월 19일: 캔터베리 대주교 테오도르. 690년.
- 9월 20일: 한국의 순교자.[1]
- 9월 21일: 성 마태오. 1세기.
- 9월 25일: 랜슬롯 앤드류스. 1626년.
- 9월 25일: 라도네즈의 세르게이. 1392년.
- 9월 27일: 빈센트 드 폴. 1660년.
- 9월 29일: 천사 미카엘.
- 9월 30일: 성 히에로니모. 420년.

## 10월
- 10월 1일: 랭스의 레미기오. 533년.
- 10월 4일: 아시시의 프란치스코. 1226년.
- 10월 6일: 윌리엄 틴데일. 1536년.
- 10월 9일: 파리의 드니. 250년.
- 10월 9일: 로버트 그로세테스트. 1253년.
- 10월 10일: 요크의 폴리너스. 644년.
- 10월 10일: 토머스 트래헌. 1674년.
- 10월 11일: 바킹의 에셀버가. 675년.
- 10월 11일: 부제 제임스. 7세기.
- 10월 12일: 라이펀의 윌프리드. 709년.
- 10월 13일: 에드워드 참회왕. 1066년.
- 10월 15일: 아빌라의 테레사. 1582년.
- 10월 16일: 니콜라스 리들리. 1555년.
- 10월 16일: 휴 래티머. 1555년.
- 10월 17일: 안티오크의 성 이냐시오. 107년.
- 10월 18일: 성 루가.
- 10월 19일: 헨리 마틴. 1812년.
- 10월 25일: 성 크리스핀. 287년.
- 10월 26일: 알프레드 대왕. 899년.
- 10월 26일: 래스팅햄의 세드. 664년.
- 10월 28일: 성 시몬. 1세기.
- 10월 28일: 성 타데오. 1세기.
- 10월 31일: 마르틴 루터. 1546년.

## 11월
- 11월 1일: 모든 성인들의 축일.
- 11월 3일: 리처드 후커. 1600년.
- 11월 3일: 포레스의 마틴. 1639년.
- 11월 6일: 은자(隱者) 레나드. 6세기.
- 11월 7일: 요크의 윌리브로드. 739년.
- 11월 9일: 마거리 켐페. 1440년.
- 11월 10일: 레오 1세. 461년.
- 11월 11일: 성 마틴 또는 투르의 마틴(다른 교파에서는 투르의 마르티노). 397년.
- 11월 14일: 새뮤얼 세이버리. 1796년.
- 11월 16일: 스코틀랜드의 마거릿. 1093년.
- 11월 16일: 캔터베리 대주교 에드먼드 리치. 1240년.
- 11월 17일: 링컨의 휴. 1200년.
- 11월 18일: 헝가리의 엘리자베스. 1231년.
- 11월 19일: 휘트비의 힐다. 680년.
- 11월 19일: 마그데부르크의 메흐틸트. 1280년.
- 11월 20일: 이스트앵글리아의 에드먼드. 870년.
- 11월 22일: 성 세실리아. 230년.
- 11월 23일: 클레멘스 1세. 100년.
- 11월 25일: 알렉산드리아의 카타리나. 4세기.
- 11월 25일: 아이작 워츠. 1748년.
- 11월 30일: 성 안드레아. 38년.

## 12월
- 12월 3일: 프란치스코 하비에르. 1552년.
- 12월 4일: 다마스쿠스의 요한. 749년.
- 12월 4일: 니콜라스 페라르. 1637년.
- 12월 6일: 뮈라의 니콜라오. 326년.
- 12월 7일: 성 암브로시오. 397년.
- 12월 8일: 마리아의 잉태.
- 12월 13일: 성 루치아. 304년.
- 12월 13일: 새뮤얼 존슨. 1784년.
- 12월 14일: 십자가의 요한. 1591년.
- 12월 25일: 크리스마스
- 12월 26일: 성 스테파노.
- 12월 27일: 성 요한. 100년.
- 12월 29일: 캔터베리 대주교 토머스 베켓. 1170년.
- 12월 31일: 존 위클리프. 1384년.

## 같이 보기
- 대한성공회